# Komunální volby
Komunální volby jsou volby zástupců do menších a malých celků územní samosprávy, tedy do zastupitelstev obcí, měst, městských částí či městských obvodů v případě měst velkých. Představují uplatnění principu zastupitelské demokracie na nejnižší územně samosprávní úrovni.

## Komunální volby v jednotlivých zemích
- Volby do zastupitelstev obcí v Česku